# ایوان تورگنیف

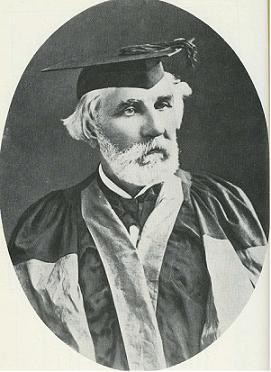
ایوان تورگنیف دریافت دکترای افتخاری آکسفورد سال ۱۸۷۹ میلادی

ایوان سرگئی‌یویچ تورگنیف (به روسی: Ива́н Серге́евич Турге́нев) (زاده ۹ نوامبر ۱۸۱۸ در استان اریول، روسیه - درگذشته ۳ سپتامبر ۱۸۸۳ در بوگیوال؛ حوالی پاریس) رمان‌نویس، شاعر و نمایشنامه‌نویس روس بود که نخستین بار کشورهای غربی را با ادبیات روسی، آشنا کرد. آثار او تصویری واقع‌گرایانه و پر عطوفت از دهقانان روس و بررسی تیزبینانه‌ای از طبقه روشنفکر جامعه روسیه، که در تقلای سوق‌دادن کشور به عصری نوین بودند، ارائه می‌دهد.

## اوایل زندگی
«ایوان تورگنیف» Ivan Turgenev رمان‌نویس مشهور روسی در نهم نوامبر ۱۸۱۸ در «اورال» به دنیا آمد. او در یک خانواده اشرافی روس به دنیا آمد. اجدادش از شخصیت‌های معروف روس بودند. گفته شده سنگین‌ترین مغز سالم جهان متعلق به اوست که ۲۰۱۲ گرم وزن داشته‌است.
پدر وی در ارتش روس مقام سرهنگی داشت. این مرد در سال ۱۸۲۰ وقتی «ایوان» دو ساله بود زن و سه پسرش را به اروپای غربی برد و به گردش در کشورهای این منطقه پرداخت. در بازگشت به روسیه «تورگنیف» مانند دیگر مَلاک‌زادگان روس در نزد استادان و آموزگاران مجرب تعلیم و تربیت یافت. او زبان روسی را خیلی دوست می‌داشت و همیشه از این که استادان، زبان مادری‌اش را به او یاد نمی‌دادند متأسف بود، اما سرانجام از طریق یکی از دهقانان املاک پدر توانست یک کتاب روسی به دست آورد و با شوق بسیار بخواند. ایوان در شانزده سالگی به دانشگاه مسکو رفت. اما در سال ۱۸۳۵ او را به دانشگاه «سن پترزبورگ» منتقل ساختند. آنجا در رشته زبان‌شناسی به تحصیل پرداخت و در این زمان احساس کرد که می‌خواهد چیز بنویسد و به نویسندگی بپردازد. او نخست با تقلید از یکی از آثار «بایرون» شاعر بزرگ انگلیسی یک قطعه شعر خوب سرود اما استادش بدون آن که او را رسوا سازد به او گفت: «فکر می‌کنم تو می‌توانی چیزی شوی» او در این زمان تشویق شد و در روزنامه‌ها آثار شعری خود از جمله «کاج کهن» را منتشر ساخت.

## سفر به آلمان
در سال ۱۸۳۸ به برلین رفت چون تصور می‌کرد که تحصیل حقیقی در خارج از روسیه میسر است. وی در آنجا دو سال به فلسفه و زبان‌های قدیمی و تاریخ پرداخت. تورگنیف در این دوره سخت تحت تأثیر افکار فیلسوف آلمانی «هگل» قرار گرفت. او بدین ترتیب خود را از زیر بار افکار نژاد اسلاو خارج ساخت و به افکار غربی‌ها گروید و تا آخر عمر غربی می‌اندیشید.

## بازگشت به روسیه
وی در بازگشت به روسیه یکراست به «مسکو» رفت، چون مادرش که زن تندخو و دیکتاتوری بود در مسکو زندگی می‌کرد. تورگنیف داستان‌های زیادی دربارهٔ رفتار خشن مادرش با دهقان‌های روسی تعریف کرده‌است. او در سال ۱۸۴۳ یک داستان شعر منتشر کرد و چنان‌که در خاطراتش می‌نویسد با انتشار آن پای در اقلیم ادبیات گذاشت. «بلینسکی» نقاش بزرگ روس اولین اثر او را پسندید.
تورگنیف می‌گوید: ستایش بلینسکی بیشتر مرا دست‌پاچه کرد … من هر جا می‌رفتم تکذیب می‌کردم که من آن اثر را منتشر کرده‌ام. نخستین اثر منثور او کتابی به نام «خاطرات یک شکارچی» بود که بین سال‌های ۱۸۴۱ تا ۱۸۵۰ نوشته شد، وی در این کتاب از وضع بد زندگی دهقان‌های روسیه شدیداً انتقاد کرد. مقامات دولت تزاری از انتشار این کتاب رنجیدند اما بهانه‌ای برای بازداشت وی پیدا نکردند؛ ولی وقتی او در مقاله‌ای، از «گوگول» نویسندهٔ روسی تمجید کرد او را یک ماه به زندان انداختند و بعد تبعیدش کردند. او از این دوره برای مطالعه و نگارش استفاده زیادی کرد و در این زمان «آشیانه اشراف» و «پدران و پسران» را نگاشت.

او در ابتدا با لئو تولستوی و فیودور داستایفسکی رابطه دوستانه‌ای داشت، اما بعدها این رابطه به کدورت انجامید، تا حدی که در سال ۱۸۷۳ تولستوی به او پیشنهاد دوئل داد.

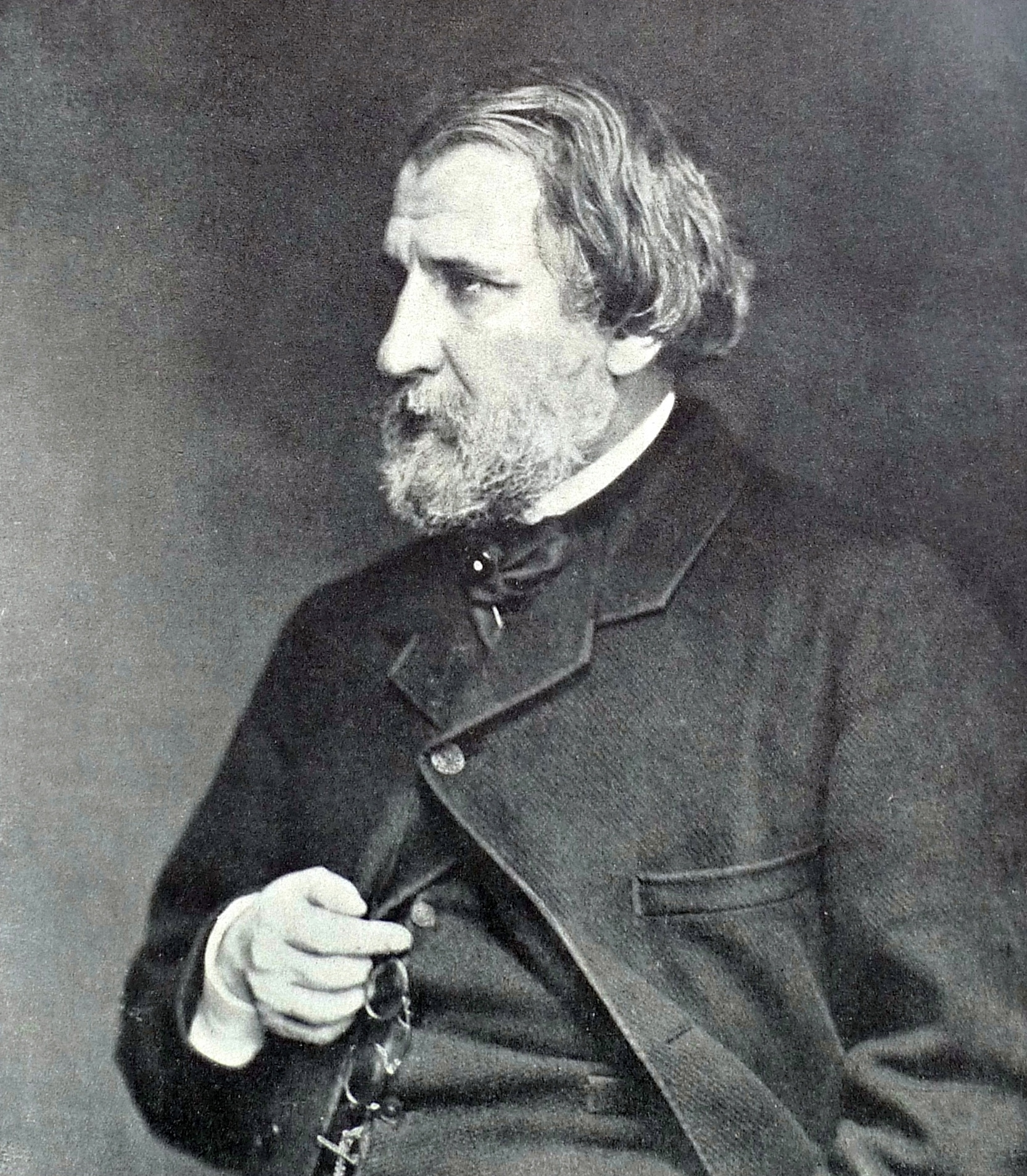
در سال ۱۸۷۱

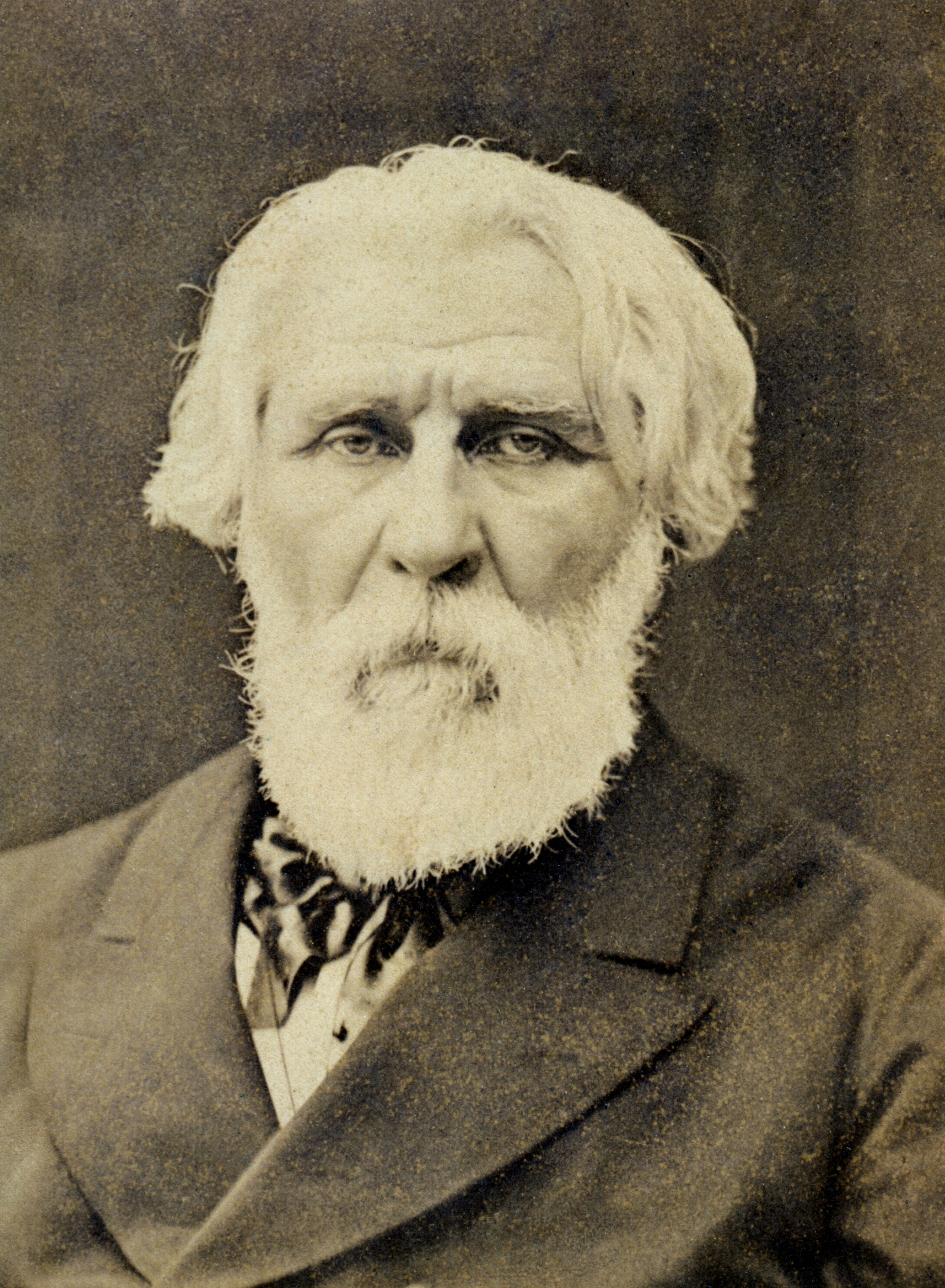
تورگنیف

## سفر به فرانسه
در سال ۱۸۴۷ داستان کوتاه خور و کالینچ، قسمت نخست از کتاب خاطرات یک شکارچی را نوشت. در سال ۱۸۶۴ در «ایالت باد» و در سال ۱۸۷۱ در پاریس مستقر شد.
تورگنیف پس از سکونت در فرانسه با نویسندگان ناتورالیست فرانسوی و موپاسان و «ژرژ ساند» مخصوصاً فلوبر آشنا شد و محفلی ادبی به اتفاق هم در رستوران «ماینی» تشکیل دادند و چون خوش‌سخن بود توانست با زحمت فراوان روسیه و ادبیات آن را به پاریس بشناساند و مردم را به آثار ادبی روس علاقه‌مند کند. وی در سال ۱۸۶۲ در «بادن بادن» آلمان خانه بزرگی خریده بود و تا سال ۱۸۷۰ در آنجا زیست و چون مدتی در فرانسه زیسته بود بسیاری از داستان‌هایش را در اصل به زبان فرانسه نوشته‌است.

او در سوم سپتامبر ۱۸۸۳ در سن شصت و پنج سالگی در فرانسه درگذشت.

## سبک

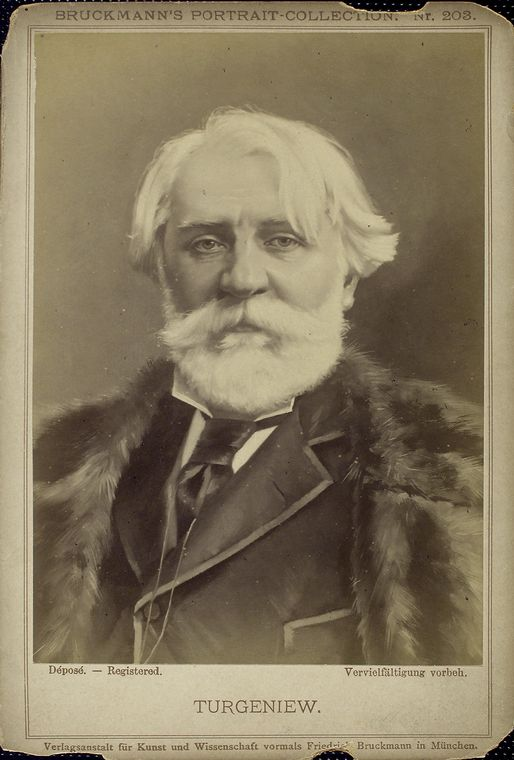
ایوان تورگنیف در اواخر عمر خود

این نویسندهٔ اجتماعی روسی وضع زندگی هم‌میهنان خود را که اکثریت آنان از زارعین و طبقات ملی بودند در نوشته‌های خود توصیف کرده و حقایق تلخ و واقعیات ناگوار زندگی طبقات محروم را نشان داده‌است. کتاب‌های معروف او چون «یادداشت‌های یک شکارچی»، «زمین بکر» و غیره انتقاد شدیدی از رژیم غلامی دهقانان است که در دوره تزاری معمول بود.
تورگنیف سال‌های زیادی را در غرب اروپا گذراند چرا که او به عنوان یک لیبرال از یک‌سو شاهد حکومت تزاری ارتجاعی رومانف‌ها در وطنش بود و از سوی دیگر در محافل هنری و علمی روسیه نیز روح انقلابی‌گری رادیکال را در جریان می‌دید.

### رمان‌ها
- رودین (۱۸۵۶)[۲] ترجمه آلک قازاریان انتشارات اساطیر
- آشیانه نجبا (۱۸۵۹)[۳] ترجمه محمود محرر خمامی تحت عنوان آشیانه اشراف
- در شرف وقوع (۱۸۶۰)[۴] ترجمه عباس خلیلی تحت عنوان قبل از ماجرا. این رمان در لیست ۱۰۰۱ کتاب که باید قبل از مرگ بخوانید قرار دارد.
- پدران و پسران (۱۸۶۲) ترجمه مهری آهی انتشارات ناهید. این رمان در لیست ۱۰۰۱ کتابی که باید پیش از مرگ بخوانید و همچنین لیست روزنامه گاردین (۱۰۰۰ رمان که هر شخص باید بخواند) قرار دارد.
- دود (۱۸۶۷)
- سیلاب بهاری
- زمین دست نخورده (۱۸۷۷) ترجمه عبدالرحمن زرندی انتشارات امیرکبیر. این رمان در لیست ۱۰۰۱ کتاب که باید قبل از مرگ بخوانید قرار دارد. ایوان تورگنیف، نویسنده روس

### داستان‌های کوتاه
- مرداب آرام
- فاوست
- عشق نخستین
- آسیا
- خاطرات مرد زیادی
- کاروانسرا
- شکارچی در سایه‌روشن (۱۸۵۲)[۵][۶] ترجمه کامل این مجموعه داستان توسط محمود محرر خمامی نشر تیراژه
- شاه لیر استپ‌ها (۱۸۷۰) این داستان در لیست ۱۰۰۱ کتاب که باید قبل از مرگ بخوانید قرار دارد.
- ترانه عشق پیروز (۱۸۸۱)
- در آستانه فردا،انتشارات علمی فرهنگی
- دُن کیشوت روسی (مجموعه ۴ داستان کوتاه) ترجمه یوسف قنبر نشر قطره
- در پانسیون اعیان

### نمایشنامه‌ها
- یک کار شتابزده (۱۸۴۳)
- گفتگو در بزرگراه (۱۸۵۰)
- بزدنژ (۱۸۴۶)
- ابله سرنوشت (۱۸۵۲)
- یک ماه در روستا (۱۸۵۵)
- شامگاهی درسورنتو (۱۸۸۲)